# Chrysotryphera conica
Chrysotryphera conica là một loài ruồi trong họ Tachinidae.